# Sonntagberg
Sonntagberg é um município da Áustria localizado no distrito de Amstetten, no estado de Baixa Áustria.

## Geografia
Sonntagberg ocupa uma área de 18,41 km². 29,11% da superfície são arborizados.

## População
Tinha 4059 habitantes no fim do ano de 2005.

## Política
O burgomestre da freguesia se chama Johann Eblinger do Partido Social-Democrata da Áustria.

### Conselho municipial
- SPÖ 16
- ÖVP 9